# Atletismo nos Jogos Olímpicos de Verão de 2008 - 800 m masculino
A competição dos 800 metros masculino nos Jogos Olímpicos de Verão de 2008 aconteceu no dias 20 a 23 de Agosto no Estádio Nacional de Pequim.

## Medalhistas
| Ouro   | KEN Wilfred Bungei      |
| Prata  | SUD Ismail Ahmed Ismail |
| Bronze | KEN Alfred Kirwa Yego   |

## Recordes
Antes desta competição, os recordes mundiais e olímpicos da prova eram os seguintes:
| Tipo | Atleta          | Tempo   | Local   | Data                 |
| ---- | --------------- | ------- | ------- | -------------------- |
|      | Wilson Kipketer | 1:41.11 | Colónia | 24 de agosto de 1997 |
|      | Vebjørn Rodal   | 1:42.58 | Atlanta | 31 de julho de 1996  |

## Resultados

### Eliminatórias

#### Eliminatória 1
| # | Pista | Atleta/País               | Resultado | Notas |
| - | ----- | ------------------------- | --------- | ----- |
| 1 | 6     | KEN Wilfred Bungei        | 1:44.90   | Q, SB |
| 2 | 3     | RUS Yuriy Borzakovskiy    | 1:45.15   | Q     |
| 3 | 4     | ALG Nadjim Manseur        | 1:45.62   | q     |
| 4 | 5     | BRA Fabiano Peçanha       | 1:46.54   | q     |
| 5 | 2     | IRL Thomas Chamney        | 1:47.66   | .     |
| 6 | 7     | AUS Lachlan Renshaw       | 1:49.19   | .     |
| 7 | 8     | IRI Ehsan Mohajer Shojaei | 1:49.25   | .     |

#### Eliminatória 2
| # | Pista | Atleta/País           | Resultado | Notas |
| - | ----- | --------------------- | --------- | ----- |
| 1 | 2     | SUD Abubaker Kaki     | 1:46.98   | Q     |
| 2 | 6     | KSA Mohammed Al-Salhi | 1:47.02   | Q     |
| 3 | 4     | RUS Dmitriy Bogdanov  | 1:47.49   | .     |
| 4 | 7     | BOT Onalenna Baloyi   | 1:47.89   | .     |
| 5 | 5     | SVK Jozef Repcìk      | 1:48.64   | .     |
| 6 | 8     | ARG Leonardo Price    | 1:49.39   | .     |
|   | 3     | ALG Antar Zerguelaine | .         | DNS   |

#### Eliminatória 3
| # | Pista | Atleta/País           | Resultado | Notas |
| - | ----- | --------------------- | --------- | ----- |
| 1 | 2     | GBR Michael Rimmer    | 1:47.61   | Q     |
| 2 | 7     | RSA Mbulaeni Mulaudzi | 1:47.64   | Q     |
| 3 | 8     | POL Pawel Czapiewski  | 1:47.66   | .     |
| 4 | 3     | ESP Miguel Quesada    | 1:48.06   | .     |
| 5 | 6     | CHN Xiangyu Li        | 1:48.44   | .     |
| 6 | 4     | LTU Vitalij Kozlov    | 1:48.96   | .     |
| 7 | 5     | TAN Samwel Mwera      | 1:50.67   | .     |
|   | 9     | NZL Nick Willis       | .         | DNS   |

#### Eliminatória 4
| # | Pista | Atleta/País              | Resultado | Notas |
| - | ----- | ------------------------ | --------- | ----- |
| 1 | 6     | USA Nick Symmonds        | 1:46.01   | Q     |
| 2 | 8     | KEN Alfred Kirwa Yego    | 1:46.04   | Q     |
| 3 | 9     | ESP Antonio Manuel Reina | 1:46.30   | q     |
| 4 | 5     | CUB Andy González        | 1:46.59   | .     |
| 5 | 4     | MAR Mouhssin Chehibi     | 1:46.75   | .     |
| 6 | 7     | VEN Eduard Villanueva    | 1:47.64   | .     |
| 7 | 3     | VIE Dinh Cong Nguyen     | 1:52.06   | .     |
| 8 | 2     | GUM Derek Mandell        | 1:57.48   | PB    |

#### Eliminatória 5
| # | Pista | Atleta/País                | Resultado | Notas |
| - | ----- | -------------------------- | --------- | ----- |
| 1 | 4     | ESP Manuel Olmedo          | 1:45.78   | Q     |
| 2 | 5     | SUD Ismail Ahmed Ismail    | 1:45.87   | Q     |
| 3 | 8     | CAN Gary Reed              | 1:46.02   | q     |
| 4 | 7     | LAT Dmitrijs Milkevicsc    | 1:47.12   | .     |
| 5 | 2     | RSA Samson Ngoepe          | 1:47.42   | .     |
| 6 | 3     | SAM Aunese Curreen         | 1:47.45   | NR    |
| 7 | 6     | MTN Souleymane Ould Chebal | 1:57.43   | .     |
|   | 9     | UZB Oleg Juravlyov         | .         | DNS   |

#### Eliminatória 6
| # | Pista | Atleta/País            | Resultado | Notas |
| - | ----- | ---------------------- | --------- | ----- |
| 1 | 8     | MAR Amine Laalou       | 1:47.86   | Q     |
| 2 | 5     | UGA Abraham Chepkirwok | 1:47.93   | Q     |
| 3 | 7     | CZE Jakub Holuša       | 1:48.19   | .     |
| 4 | 3     | USA Christian Smith    | 1:48.20   | .     |
| 5 | 9     | BRA Kleberson Davide   | 1:48.53   | .     |
| 6 | 4     | CAN Achraf Tadili      | 1:48.87   | .     |
| 7 | 6     | BOL Fadrique Iglesias  | 1:50.57   | .     |
| 8 | 2     | YEM Mohammed Al-Yafaee | 1:54.82   | .     |

#### Eliminatória 7
| # | Pista | Atleta/País                 | Resultado | Notas |
| - | ----- | --------------------------- | --------- | ----- |
| 1 | 3     | KUW Mohammad Al-Azemi       | 1:46.94   | Q     |
| 2 | 8     | BRN Yusuf Saad Kamel        | 1:46.94   | Q     |
| 3 | 5     | NED Robert Lathouwers       | 1:46.94   | .     |
| 4 | 2     | USA Andrew WEliminatóriaing | 1:47.05   | .     |
| 5 | 7     | SEN Abdoulaye Wagne         | 1:47.50   | .     |
| 6 | 4     | JAM Aldwyn Sappleton        | 1:48.19   | .     |
| 7 | 6     | KGZ Sergey Pakura           | 1:50.54   | .     |

#### Eliminatória 8
| # | Pista | Atleta/País              | Resultado | Notas |
| - | ----- | ------------------------ | --------- | ----- |
| 1 | 5     | CUB Yeimer López         | 1:45.66   | Q     |
| 2 | 6     | KEN Boaz Kiplagat Lalang | 1:45.72   | Q     |
| 3 | 4     | ALG Nabil Madi           | 1:45.75   | q     |
| 4 | 2     | POL Marcin Lewandowski   | 1:45.89   | q, SB |
| 5 | 3     | BRN Belal Mansoor Ali    | 1:45.95   | q, SB |
| 6 | 7     | IRI Sajad Moradi         | 1:46.10   | q     |
| 7 | 8     | MAR Yassine Bensghir     | 1:46.88   | .     |
| 8 | 9     | FIN Mikko Lahtio         | 1:47.20   | .     |

### Semi-finais
Regras de Qualificação: passam à fase seguinte os dois primeiros (Q) mais os dois mais rápidos (q).

#### Semi-final 1
| # | Pista | Atleta/País            | Resultado | Notas |
| - | ----- | ---------------------- | --------- | ----- |
| 1 | 8     | KEN Wilfred Bungei     | 1:46.23 Q | .     |
| 2 | 5     | CUB Yeimer López       | 1:46.40 Q | .     |
| 3 | 7     | RUS Yuriy Borzakovskiy | 1:46.53   | .     |
| 4 | 4     | MAR Amine Laalou       | 1:46.74   | .     |
| 5 | 6     | USA Nick Symmonds      | 1:46.96   | .     |
| 6 | 9     | KSA Mohammed Al-Salhi  | 1:47.14   | .     |
| 7 | 2     | POL Marcin Lewandowski | 1:47.24   | .     |
| 8 | 3     | KUW Mohammad Al-Azemi  | 1:47.65   | .     |

#### Semi-final 2
| # | Pista | Atleta/País              | Resultado | Notas |
| - | ----- | ------------------------ | --------- | ----- |
| 1 | 5     | KEN Alfred Kirwa Yego    | 1:44.73 Q | .     |
| 2 | 6     | SUD Ismail Ahmed Ismail  | 1:44.91 Q | .     |
| 3 | 7     | BRN Yusuf Saad Kamel     | 1:44.95 q | .     |
| 4 | 9     | ALG Nadjim Manseur       | 1:45.54 q | .     |
| 5 | 8     | IRI Sajad Moradi         | 1:46.08   | .     |
| 6 | 4     | RSA Mbulaeni Mulaudzi    | 1:46.24   | .     |
| 7 | 2     | ESP Antonio Manuel Reina | 1:46.40   | .     |
| 8 | 3     | BRA Fabiano Peçanha      | 1:47.07   | .     |

#### Semi-final 3
| # | Pista | Atleta/País              | Resultado | Notas |
| - | ----- | ------------------------ | --------- | ----- |
| 1 | 2     | ALG Nabil Madi           | 1:45.63 Q | .     |
| 2 | 4     | CAN Gary Reed            | 1:45.85 Q | .     |
| 3 | 5     | KEN Boaz Kiplagat Lalang | 1:45.87   | .     |
| 4 | 9     | ESP Manuel Olmedo        | 1:45.91   | .     |
| 5 | 3     | BRN Belal Mansoor Ali    | 1:46.37   | .     |
| 6 | 8     | GBR Michael Rimmer       | 1:48.07   | .     |
| 7 | 7     | UGA Abraham Chepkirwok   | 1:49.16   | .     |
| 8 | 6     | SUD Abubaker Kaki        | 1:49.19   | .     |

### Final
|                   | Pista | Atleta/País             | Tempo   | Notas |
| ----------------- | ----- | ----------------------- | ------- | ----- |
| Medalha de ouro   | 3     | KEN Wilfred Bungei      | 1:44.65 | (SB)  |
| Medalha de prata  | 8     | SUD Ismail Ahmed Ismail | 1:44.70 | .     |
| Medalha de bronze | 5     | KEN Alfred Kirwa Yego   | 1:44.82 | .     |
| 4                 | 6     | CAN Gary Reed           | 1:44.94 | .     |
| 5                 | 4     | BRN Yusuf Saad Kamel    | 1:44.95 | .     |
| 6                 | 7     | CUB Yeimer López        | 1:45.88 | .     |
| 7                 | 2     | ALG Nabil Madi          | 1:45.96 | .     |
| 8                 | 9     | ALG Nadjim Manseur      | 1:47.19 | .     |

Legenda
| Recorde mundial      | Recorde mundial (World record)               |                       | Recorde africano                      | Recorde africano (African) |                                           | Q | Classificado por posição (Qualified) |
| Recorde olímpico     | Recorde olímpico (Olympic record)            | Recorde da América    | Recorde da América (Americas)         | q                          | Classificado por melhor tempo (Qualified) |   |                                      |
| Melhor marca do ano  | Melhor marca do ano (World leading)          | Recorde asiático      | Recorde asiático (Asian)              | DNS                        | Não largou (Did not start)                |   |                                      |
| Recorde nacional     | Recorde nacional (National record)           | Recorde europeu       | Recorde europeu (European)            | DNF                        | Não terminou (Did not finish)             |   |                                      |
| Recorde pessoal      | Recorde pessoal do atleta (Personal best)    | Recorde da Oceania    | Recorde da Oceania (Oceania)          | DSQ / DQ                   | Desclassificado (Disqualified)            |   |                                      |
| Recorde da temporada | Recorde da temporada do atleta (Season best) | Recorde sul-americano | Recorde sul-americano (South America) | NM                         | Sem marca (No mark)                       |   |                                      |